# General Paz (partido)
General Paz (Partido de General Paz) is een partido in de Argentijnse provincie Buenos Aires. Het bestuurlijke gebied telt 10.319 inwoners. Tussen 1991 en 2001 steeg het inwoneraantal met 10,51 %.

## Plaatsen in partido General Paz
- Barrio Río Salado
- Loma Verde
- Población dispersa
- Ranchos
- Villanueva